# Eucher Corbeil
Pour les articles homonymes, voir Corbeil.
Joseph-Eucher Corbeil (né le 24 mai 1912 à Montréal et mort le 4 mai 2002 à Sainte-Agathe-des-Monts) était un syndicaliste canadien.

## Biographie
Joseph-Eucher Corbeil entre au service de la Montreal Tramways Company en tant que menuisier en 1935. 
Plus tard, en 1941, Il sera élu président du Local syndical 219 . C'est en 1943 qu'il est élu président général de la fraternité des employés de chemins de fer et autres transports (section du transport en commun de Montréal). Par la suite, en 1946, il est élu membre de l'exécutif national de la fraternité canadienne des employés de chemin de fer et autres transports à Hamilton. Il sera réélu à la convention d'Ottawa de 1949.  
Il était membre de l'exécutif du conseil du travail de Montréal et du conseil supérieur du travail de Québec.
Il était l'un des fondateurs de la caisse de crédit des employés de tramways créée en 1950.
Il fut l'un des vice-présidents du bureau de la FTQ lors de sa création en 1957. 
De plus, en 1963, il participa à la Commission royale d’enquête sur l’enseignement dans la province de Québec